# Noah Hathaway
Noah Leslie Hathaway (Los Angeles, 13 novembre 1971) è un attore statunitense.
È conosciuto per aver interpretato Boxey nel telefilm Galactica e soprattutto per il ruolo di Atreyu nel film La storia infinita.

## Carriera
Nato a Los Angeles, figlio unico di Robert Hathaway e Judy Ringler, ha cominciato la sua carriera cinematografica all'età di tre anni apparendo in vari spot pubblicitari. È stato scelto per il ruolo di Boxey in Battlestar Galactica quando aveva solo sei anni.

### La storia infinita
Noah Hathaway è stato scelto per interpretare Atreyu nel film La storia infinita, ruolo che lo ha reso famoso e conosciuto in tutto il mondo. "Per il ruolo di Atreyu", ha detto il regista tedesco Wolfgang Petersen, "ho cercato un ragazzo carino di corporatura atletica con la qualità della fiera determinazione. Il ruolo richiede al personaggio di cavalcare un cavallo in maniera esperta, volare sul dorso di un drago, battersi attraverso una palude, arrampicarsi sopra le rocce e lottare contro un feroce lupo."
Le riprese, cominciate nel marzo del 1983, hanno avuto luogo a Monaco di Baviera. La preparazione per il ruolo ha incluso l'apprendimento di come montare un cavallo. Hathaway ha affermato di non aver mai letto il libro di Michael Ende perché a quel tempo non era disponibile in lingua inglese. L'attore, che già parlava il francese, riusciva a comprendere abbastanza bene il tedesco affinché Petersen, limitato in lingua inglese, potesse dirigerlo in lingua tedesca. Le riprese sono durate nove mesi.

### Progetti successivi
La storia infinita ha reso Hathaway popolare al pubblico giovane. Noah ha poi recitato in altri film e telefilm, quali Troll (1986), Casebusters (1986), To Die, to Sleep (conosciuto anche come Mortal Danger) (1994).

### Vita privata
Noah Hathaway si è sempre prodigato nelle attività sportive. Eccellente nuotatore, è stato un "Junior Lifeguard". Ha anche praticato basket, sollevamento pesi e gare motociclistiche.
Verso la metà degli anni ottanta Hathaway è passato al ballo, insegnando jazz avanzato e street dance fino a quando un infortunio lo ha costretto a smettere nel 1989 a diciotto anni. Noah è ritornato alla ribalta nel 1994 in Mortal Danger. Si è trasferito a New York per alcuni anni per poi ritornare a Los Angeles nel 1998. 
Ha trascorso parte del suo tempo al "Willow Springs Raceway" di Rosamond, California, partecipando a gare motociclistiche; ha anche gestito bar in diversi club di Los Angeles. Si è addestrato nelle arti marziali per diversi anni e aveva già guadagnato la sua cintura marrone fin dal tempo del film La Storia Infinita. Hathaway avrebbe poi guadagnato cinture nere in Tang Soo Do e Shotokan, e gareggiato come un thaiboxer. Ha imparato American Kenpo dal Dr. Jerry Erickson e lo ha anche assistito in un corso di combattimento ravvicinato (close quarter combat) per assistenti di volo e piloti.

## Filmografia parziale

### Cinema
- Amarti a New York (It's My Turn) (A Perfect Circle), regia di Claudia Weill (1980)
- Separate Ways, regia di Howard Avedis (1981)
- Amici come prima (Best Friends), regia di Norman Jewison (1982)
- La storia infinita (Die Unendliche Geschichte) (The NeverEnding Story), regia di Wolfgang Petersen (1984)
- Quest, regia di Elaine Makatura e Soul Bass - cortometraggio (1984)
- Troll, regia di John Carl Buechler (1986)
- To Die, to Sleep (Mortal Danger), regia di Brianne Murphy (1994)
- Sushi Girl, regia di Kern Saxton (2012)
- Blue Dream, regia di Gregory Hatanaka (2013)

### Televisione
- Battaglie nella galassia (Battlestar Galactica) - serie TV, 21 episodi (1978-1979)
- High Midnight, regia di Daniel Haller - film TV (1979)
- Supertrain – serie TV, 1 episodio (1979)
- The Last Convertible - miniserie TV, 3 episodi (1979)
- La famiglia Bradford (Eight is Enough) - serie TV, 2 episodi (1980)
- Mork & Mindy - serie TV, episodio 2x22 (1980)
- CHiPs - serie TV, episodio 5x24 (1982)
- Laverne & Shirley - serie TV, episodi 7x20 (1982)
- Simon & Simon – serie TV, episodio 4x09 (1984)
- Casa Keaton (Family Ties) – serie TV, episodio 4x08 (1985)
- Squadriglia top secret (Call to Glory) – serie TV, 1 episodio (1985)
- Disneyland (The Magical World of Disney) – serie TV, 1 episodio (1986)
- Gli acchiappacattivi (Casebusters), regia di Wes Craven (1986)

## Doppiatori italiani
- Christian Fassetta ne La famiglia Bradford
- Giorgio Borghetti ne La storia infinita
- Fabrizio Vidale ne Gli acchiappacattivi